# Lista de deputados estaduais do Rio Grande do Sul da 40.ª legislatura
Esta é uma lista de deputados da 40ª Legislatura da Assembleia legislativa do Rio Grande do Sul, que assumiram em 1959, com mandatos até 1963:

## Composição das bancadas
| Partido | Líder                      | Bancada | Posição      |
| ------- | -------------------------- | ------- | ------------ |
| PTB     | Sereno Chaise              | 24 / 55 | Governo      |
| PSD     | Lauro Franco Leitão        | 13 / 55 | Oposição     |
| PL      | Francisco Solano Borges    | 7 / 55  | Oposição     |
| UDN     | Sinval Guazzeli            | 3 / 55  | Oposição     |
| PRP     | Egon Renner                | 3 / 55  | Governo      |
| PSP     | Adalmiro Bandeira de Moura | 2 / 55  | Independente |
| PDC     | Mário Mondino              | 2 / 55  | Oposição     |
| PR      | Pedro Álvares              | 1 / 55  | Governo      |

## Deputados estaduais
|    | Nome                         | Partido | Cidade onde nasceu    | Unidade federativa |
| 1  | Adalmiro Bandeira de Moura   | PSP     | Rio Pardo             | Rio Grande do Sul  |
| 2  | Alcides Costa                | PTB     | São Valentim          | Rio Grande do Sul  |
| 3  | Ariosto Jaeger               | PSD     | Tupanciretã           | Rio Grande do Sul  |
| 4  | Artur Bachini                | UDN     | Pelotas               | Rio Grande do Sul  |
| 5  | Ari da Silva Delgado         | PSD     | Itacurubi             | Rio Grande do Sul  |
| 6  | Ataíde Pacheco Martins       | PTB     | Ubiretama             | Rio Grande do Sul  |
| 7  | Airton d'Ávila Barnasque     | PTB     | Cachoeira do Sul      | Rio Grande do Sul  |
| 8  | Cândido Norberto dos Santos  | PL      | Bagé                  | Rio Grande do Sul  |
| 9  | Carlos da Silva Santos       | PTB     | Rio Grande            | Rio Grande do Sul  |
| 10 | Daniel Barnewitz Ribeiro     | PTB     | Sinimbu               | Rio Grande do Sul  |
| 11 | Domingos Francisco Spolidoro | PTB     | Porto Alegre          | Rio Grande do Sul  |
| 12 | Egon Renner                  | PRP     | Caxias do Sul         | Rio Grande do Sul  |
| 13 | Euclides Nicolau Kliemann    | PSD     | Santa Cruz do Sul     | Rio Grande do Sul  |
| 14 | Francisco Solano Borges      | PL      | Santa Maria           | Rio Grande do Sul  |
| 15 | Getúlio Marcantônio          | PL      | Canoas                | Rio Grande do Sul  |
| 16 | Gudbem Borges Castanheira    | PL      | Pelotas               | Rio Grande do Sul  |
| 17 | Gustavo Langsch              | PSD     | Santa Maria           | Rio Grande do Sul  |
| 18 | Harri Alziro Sauer           | PTB     | Gravataí              | Rio Grande do Sul  |
| 19 | Heitor Galant                | PL      | Carazinho             | Rio Grande do Sul  |
| 20 | Hélio Carlomagno             | PSD     | Cruz Alta             | Rio Grande do Sul  |
| 21 | Hélvio Jobim                 | PSD     | Viamão                | Rio Grande do Sul  |
| 22 | Jetro Jairo de Macedo Brum   | PTB     | Guaporé               | Rio Grande do Sul  |
| 23 | João Carlos Gastal           | PTB     | Pelotas               | Rio Grande do Sul  |
| 24 | João Caruso Scuderi          | PTB     | Palermo               | Itália             |
| 25 | José Alexandre Zachia        | PDC     | Porto Alegre          | Rio Grande do Sul  |
| 26 | José Arlindo Kunzler         | PSD     | Montenegro            | Rio Grande do Sul  |
| 27 | José Lamaison Porto          | PSP     | Passo Fundo           | Rio Grande do Sul  |
| 28 | José Vecchio                 | PTB     | Novo Hamburgo         | Rio Grande do Sul  |
| 29 | Justino da Costa Quintana    | PTB     | Bagé                  | Rio Grande do Sul  |
| 30 | Lauro Franco Leitão          | PSD     | Soledade              | Rio Grande do Sul  |
| 31 | Leocádio de Almeida Antunes  | PTB     | Alegrete              | Rio Grande do Sul  |
| 32 | Luciano Correia Machado      | PSD     | Palmeira das Missões  | Rio Grande do Sul  |
| 33 | Manuel Braga Gastal          | PL      | São Gabriel           | Rio Grande do Sul  |
| 34 | Marcírio Goulart Loureiro    | PTB     | São Borja             | Rio Grande do Sul  |
| 35 | Mário Mondino                | PDC     | São Leopoldo          | Rio Grande do Sul  |
| 36 | Mário Vieira Marques         | PTB     | São Luiz Gonzaga      | Rio Grande do Sul  |
| 37 | Milton Garcia Dutra          | PTB     | Santiago do Boqueirão | Rio Grande do Sul  |
| 38 | Moab Caldas                  | PSD     | Maceió                | Alagoas            |
| 39 | Naio Lopes de Almeida        | PSD     | Porto Alegre          | Rio Grande do Sul  |
| 40 | Nei Ortiz Borges             | PTB     | Soledade              | Rio Grande do Sul  |
| 41 | Onil Xavier dos Santos       | PRP     | Sapucaia do Sul       | Rio Grande do Sul  |
| 42 | Paulo Brossard               | PL      | Bagé                  | Rio Grande do Sul  |
| 43 | Paulo Costa da Silva Couto   | PTB     | Alvorada              | Rio Grande do Sul  |
| 44 | Pedro Afonso Anschau         | PRP     | Três Passos           | Rio Grande do Sul  |
| 45 | Pedro Álvares                | PR      | Sapucaia do Sul       | Rio Grande do Sul  |
| 46 | Pedro Gonzales Tassis        | PTB     | Erechim               | Rio Grande do Sul  |
| 47 | Porcínio Borges Pinto        | PSD     | Estância Velha        | Rio Grande do Sul  |
| 48 | Poti Irineu de Medeiros      | UDN     | Lavras do Sul         | Rio Grande do Sul  |
| 49 | Romeu Roese Scheibe          | PSD     | Lajeado               | Rio Grande do Sul  |
| 50 | Seno Frederico Ludwig        | PTB     | Braga                 | Rio Grande do Sul  |
| 51 | Sereno Chaise                | PTB     | Soledade              | Rio Grande do Sul  |
| 52 | Siegfried Emanuel Heuser     | PTB     | Santa Cruz do Sul     | Rio Grande do Sul  |
| 53 | Sueli Gomes de Oliveira      | PTB     | Osório                | Rio Grande do Sul  |
| 54 | Sinval Guazzeli              | UDN     | Vacaria               | Rio Grande do Sul  |
| 55 | Zaire Nunes Pereira          | PTB     | Taquara               | Rio Grande do Sul  |